# Byron Black
Byron Hamish Black (Salisbury, 6 ottobre 1969) è un ex tennista zimbabwese.
Fa parte di una famiglia di sportivi, i fratelli Cara e Wayne sono stati a loro volta tennisti professionisti.

## Carriera
Passato al professionismo nel 1991, Black ha avuto una discreta trafila da singolarista con due tornei vinti su dieci finali, ma soprattutto un'eccellente carriera da doppista: è stato numero uno al mondo nel ranking di questa disciplina aggiudicandosi ventidue tornei tra cui spicca il Roland Garros 1994.
Negli Slam raggiunge altre tre finali uscendone sconfitto: agli Australian Open 1994, al Torneo di Wimbledon 1996 e nuovamente in Australian nel 2001. In singolare ha raggiunto due volte i quarti di finale, la prima agli US Open 1995 dove viene eliminato da Pete Sampras e la seconda al Torneo di Wimbledon 2000 dove si arrende a Vladimir Volčkov.
In Coppa Davis ha giocato ottantaquattro match con la squadra zimbabwese vincendone cinquantasei.

## Statistiche

### Singolare

#### Vittorie (2)
| N  | Data           | Torneo                | Superficie | Avversario in finale | Punteggio     |
| 1. | 29 aprile 1996 | Seoul Open, Seul      | Cemento    | Martin Damm          | 7–6, 6–3      |
| 2. | 12 aprile 1999 | Chennai Open, Chennai | Cemento    | Rainer Schüttler     | 6–4, 1–6, 6–3 |

#### Finali perse (8)
| N  | Data             | Torneo                                             | Superficie  | Avversario in finale | Punteggio     |
| 1. | 8 gennaio 1996   | ATP Adelaide, Adelaide                             | Cemento     | Evgenij Kafel'nikov  | 6-7, 6-3, 1-6 |
| 2. | 15 aprile 1996   | Chennai Open, New Delhi                            | Cemento     | Thomas Enqvist       | 2-6, 6-7      |
| 3. | 13 aprile 1998   | Hong Kong Open, Hong Kong                          | Cemento     | Kenneth Carlsen      | 2-6, 0-6      |
| 4. | 20 aprile 1998   | Japan Open Tennis Championships, Tokyo             | Cemento     | Andrei Pavel         | 3-6, 4-6      |
| 5. | 22 giugno 1998   | Nottingham Open, Nottingham (1)                    | Erba        | Jonas Björkman       | 3-6, 2-6      |
| 6. | 15 novembre 1999 | Kremlin Cup, Mosca                                 | Sintetico   | Evgenij Kafel'nikov  | 6-7, 4-6      |
| 7. | 21 febbraio 2000 | U.S. National Indoor Tennis Championships, Memphis | Cemento (i) | Magnus Larsson       | 2-6, 6-1, 3-6 |
| 8. | 26 giugno 2000   | Nottingham Open, Nottingham (2)                    | Erba        | Sébastien Grosjean   | 6-7, 3-6      |

### Doppio

#### Vittorie (22)
| N   | Data              | Torneo                                             | Compagno    | Superficie     | Avversari in finale                 | Punteggio           |
| 1.  | 5 aprile 1993     | SA Tennis Open, Durban                             | Cemento     | Lan Bale       | Johan De Beer Marcos Ondruska       | 7–6, 6–2            |
| 2.  | 26 luglio 1993    | Washington Open, Washington, D.C.                  | Cemento     | Rick Leach     | Grant Connell Patrick Galbraith     | 6–4, 7–5            |
| 3.  | 4 ottobre 1993    | Swiss Indoors, Basilea                             | Cemento (i) | Jonathan Stark | Brad Pearce Dave Randall            | 3–6, 7–5, 6–3       |
| 4.  | 11 ottobre 1993   | Grand Prix de Tennis de Toulouse, Tolosa           | Cemento (i) | Jonathan Stark | David Prinosil Udo Riglewski        | 7–5, 7–6            |
| 5.  | 25 ottobre 1993   | Vienna Open, Vienna                                | Sintetico   | Jonathan Stark | Mike Bauer David Prinosil           | 6–3, 7–6            |
| 6.  | 8 novembre 1993   | Paris Masters, Parigi                              | Sintetico   | Jonathan Stark | Tom Nijssen Cyril Suk               | 4–6, 7–5, 6–2       |
| 7.  | 14 febbraio 1994  | U.S. National Indoor Tennis Championships, Memphis | Cemento (i) | Jonathan Stark | Jim Grabb Jared Palmer              | 7–6, 6–4            |
| 8.  | 6 giugno 1994     | Open di Francia, Parigi                            | Terra rossa | Jonathan Stark | Jan Apell Jonas Björkman            | 6–4, 7–6            |
| 9.  | 1º agosto 1994    | Canadian Open, Toronto                             | Cemento     | Jonathan Stark | Patrick McEnroe Jared Palmer        | 6–4, 6–4            |
| 10. | 29 maggio 1995    | ATP Bologna Outdoor, Bologna                       | Terra rossa | Jonathan Stark | Libor Pimek Vince Spadea            | 7–5, 6–3            |
| 11. | 13 novembre 1995  | Kremlin Cup, Mosca                                 | Sintetico   | Jonathan Stark | Tommy Ho Brett Steven               | 6–4, 3–6, 6–3       |
| 12. | 19 febbraio 1996  | Dubai Tennis Championships, Dubai                  | Cemento     | Grant Connell  | Karel Nováček Jiří Novák            | 6–0, 6–1            |
| 13. | 20 maggio 1996    | Internazionali d'Italia, Roma                      | Terra rossa | Jonathan Stark | Libor Pimek Byron Talbot            | 6–2, 6–3            |
| 14. | 24 giugno 1996    | Halle Open, Halle                                  | Erba        | Grant Connell  | Evgenij Kafel'nikov Daniel Vacek    | 6–1, 7–5            |
| 15. | 19 agosto 1996    | Connecticut Open, New Haven                        | Cemento     | Grant Connell  | Jonas Björkman Nicklas Kulti        | 6–4, 6–4            |
| 16. | 13 aprile 1998    | Hong Kong Open, Hong Kong                          | Cemento     | Alex O'Brien   | Neville Godwin Tuomas Ketola        | 7–5, 6–1            |
| 17. | 2 agosto 1999     | Los Angeles Open, Los Angeles                      | Cemento     | Wayne Ferreira | Goran Ivanišević Brian MacPhie      | 6–2, 7–6(4)         |
| 18. | 16 agosto 1999    | Cincinnati Open, Cincinnati                        | Cemento     | Jonas Björkman | Todd Woodbridge Mark Woodforde      | 6–3, 7–6(6)         |
| 19. | 1º novembre 1999  | Stuttgart Masters, Stoccarda                       | Cemento (i) | Jonas Björkman | David Adams John-Laffnie de Jager   | 6(6)–7, 7–6(2), 6–0 |
| 20. | 28 febbraio 2000  | Abierto Mexicano de Tenis, Città del Messico       | Terra rossa | Donald Johnson | Gastón Etlis Martín Rodríguez       | 6–3, 7–5            |
| 21. | 8 gennaio 2001    | Chennai Open, Chennai                              | Cemento     | Wayne Black    | Barry Cowan Mosé Navarra            | 6–4, 6–3            |
| 22. | 24 settembre 2001 | Shanghai Open, Shanghai                            | Cemento     | Thomas Shimada | John-Laffnie de Jager Robbie Koenig | 6–2, 3–6, 7–5       |

#### Finali perse (19)
| N   | Data             | Torneo                                | Compagno    | Superficie         | Avversari in finale                | Punteggio          |
| 1.  | 20 aprile 1992   | Hong Kong Open, Hong Kong             | Cemento     | Byron Talbot       | Brad Gilbert Jim Grabb             | 2–6, 1–6           |
| 2.  | 12 luglio 1993   | Hall of Fame Open, Newport            | Erba        | Jim Pugh           | Javier Frana Christo van Rensburg  | 6–4, 1–6, 6–7      |
| 3.  | 30 agosto 1993   | Schenectady Open, Schenectady         | Cemento     | Brett Steven       | Bernd Karbacher Andrej Ol'chovskij | 6–2, 6–7, 1–6      |
| 4.  | 10 gennaio 1994  | ATP Adelaide, Adelaide                | Cemento     | David Adams        | Mark Kratzmann Andrew Kratzmann    | 4–6, 3–6           |
| 5.  | 31 gennaio 1994  | Australian Open, Melbourne            | Cemento     | Jonathan Stark     | Jacco Eltingh Paul Haarhuis        | 7–6, 3–6, 4–6, 3–6 |
| 6.  | 7 febbraio 1994  | Pacific Coast Championships, San Jose | Cemento (i) | Jonathan Stark     | Rick Leach Jared Palmer            | 6–4, 4–6, 4–6      |
| 7.  | 28 febbraio 1994 | Indian Wells Open, Indian Wells       | Cemento     | Jonathan Stark     | Grant Connell Patrick Galbraith    | 5–7, 3–6           |
| 8.  | 10 ottobre 1994  | Sydney Indoor, Sydney                 | Cemento (i) | Jonathan Stark     | Jacco Eltingh Paul Haarhuis        | 4–6, 6–7           |
| 9.  | 17 ottobre 1994  | Tokyo Indoor, Tokyo                   | Cemento     | Jonathan Stark     | Grant Connell Patrick Galbraith    | 3–6, 6–3, 4–6      |
| 10. | 7 novembre 1994  | Paris Masters, Parigi                 | Sintetico   | Jonathan Stark     | Jacco Eltingh Paul Haarhuis        | 6–3, 6–7, 5–7      |
| 11. | 9 gennaio 1995   | ATP Adelaide, Adelaide (2)            | Cemento     | Grant Connell      | Jim Courier Patrick Rafter         | 6–7, 4–6           |
| 12. | 15 maggio 1995   | Hamburg Masters, Amburgo              | Terra rossa | Andrej Ol'chovskij | Wayne Ferreira Evgenij Kafel'nikov | 1–6, 6–7           |
| 13. | 4 marzo 1996     | U.S. Pro Indoor, Filadelfia           | Sintetico   | Grant Connell      | Todd Woodbridge Mark Woodforde     | 6–7, 2–6           |
| 14. | 15 aprile 1996   | Chennai Open, New Delhi               | Cemento     | Sandon Stolle      | Jonas Björkman Nicklas Kulti       | 6–4, 4–6, 4–6      |
| 15. | 8 luglio 1996    | Torneo di Wimbledon, Londra           | Erba        | Grant Connell      | Todd Woodbridge Mark Woodforde     | 6–4, 1–6, 3–6, 2–6 |
| 16. | 19 maggio 1997   | Internazionali d'Italia, Roma         | Terra rossa | Alex O'Brien       | Mark Knowles Daniel Nestor         | 3–6, 6–4, 5–7      |
| 17. | 1º marzo 1999    | Milan Indoor, Londra                  | Sintetico   | Wayne Ferreira     | Tim Henman Greg Rusedski           | 3–6, 6(6)–7        |
| 18. | 9 agosto 1999    | Canadian Open, Montréal               | Cemento     | Wayne Ferreira     | Jonas Björkman Patrick Rafter      | 6(5)–7, 4–6        |
| 19. | 29 gennaio 2001  | Australian Open, Melbourne            | Cemento     | David Prinosil     | Jonas Björkman Todd Woodbridge     | 1–6, 7–5, 4–6, 4–6 |

## Curiosità
È uno dei cinque tennisti (Rafter, Spadea, Black, Nadal e Hurkacz) ad aver vinto un set per 6-0 contro Roger Federer, al Queen's 1999.